# Platičevo
Platičevo (izvirno srbsko Платичево) je naselje v Srbiji, ki upravno spada pod Občino Ruma; slednja pa je del Sremskega upravnega okraja.

## Demografija
V naselju živi 2200 polnoletnih prebivalcev, pri čemer je njihova povprečna starost 39,7 let (37,8 pri moških in 41,6 pri ženskah). Naselje ima 897 gospodinjstev, pri čemer je povprečno število članov na gospodinjstvo 3,08.
To naselje je, glede na rezultate popisa iz leta 2002, v glavnem srbsko, a v času zadnjih treh popisov je opazno zmanjšanje števila prebivalcev.
|  |

| Demografija | Demografija     | Demografija     |
| Leto        | Št. prebivalcev | Št. prebivalcev |
| ----------- | --------------- | --------------- |
|             |                 |                 |
|             |                 |                 |
|             |                 |                 |
|             |                 |                 |
| 1948        | 2378            |                 |
| 1953        | 2507            |                 |
| 1961        | 2726            |                 |
| 1971        | 2824            |                 |
| 1981        | 2812            |                 |
| 1991        | 2809            | 2676            |
| 2002        | 2899            | 2760            |
|             |                 |                 |

| Etnična sestava po popisu iz leta 2002 | Etnična sestava po popisu iz leta 2002 | Etnična sestava po popisu iz leta 2002 | Etnična sestava po popisu iz leta 2002 | Etnična sestava po popisu iz leta 2002 |
| -------------------------------------- | -------------------------------------- | -------------------------------------- | -------------------------------------- | -------------------------------------- |
| Srbi                                   | Srbi                                   |                                        | 2.007                                  | 72,71%                                 |
| Hrvati                                 | Hrvati                                 |                                        | 361                                    | 13,07%                                 |
| Madžari                                | Madžari                                |                                        | 174                                    | 6,30%                                  |
| Jugoslovani                            | Jugoslovani                            |                                        | 81                                     | 2,93%                                  |
| Romi                                   | Romi                                   |                                        | 57                                     | 2,06%                                  |
| Črnogorci                              | Črnogorci                              |                                        | 6                                      | 0,21%                                  |
| Makedonci                              | Makedonci                              |                                        | 2                                      | 0,07%                                  |
| Albanci                                | Albanci                                |                                        | 2                                      | 0,07%                                  |
| Ukrajinci                              | Ukrajinci                              |                                        | 1                                      | 0,03%                                  |
| Slovenci                               | Slovenci                               |                                        | 1                                      | 0,03%                                  |
| Slovaki                                | Slovaki                                |                                        | 1                                      | 0,03%                                  |
| Muslimani                              | Muslimani                              |                                        | 1                                      | 0,03%                                  |
| Neznano                                | Neznano                                |                                        | 15                                     | 0,54%                                  |